# Venusia melanogramma
Venusia melanogramma là một loài bướm đêm trong họ Geometridae.